# Оселедчик Володимир Давидович
Володимир Давидович Оселедчик — український режисер-документаліст.

## Біографія
Народився 23 листопада 1956 року у Києві.
Закінчив Київський державний інститут театрального мистецтва імені Івана Карпенка-Карого (майстерня Володимира Небери, 1982).
Створив фільми: «Вернісаж Івана Приходька» (1985), «Час особистості» (1987).
Виконавчий продюсер студії «1+1» (1997—2002), генеральний продюсер тої ж студії (2002—2005).
Член Національної Спілки кінематографістів України.

## Нагороди
- У 2006 році отримав премію Телетріумф у номінації «Продюсер».